# 호퍼스
"호퍼스"(영어: Hoppers)는 2026년 개봉 예정인 미국의 SF 모험 코미디 애니메이션 영화이다. 대니얼 총이 감독과 각본을 맡았다.